# جوني كلاين
جوني كلاين (بالإنجليزية: Johnny Klein)‏ هو موسيقي أمريكي، ولد في 4 يونيو 1918، وتوفي في 31 يناير 1997.